# Nantan
Nantan (南丹市, Nantan-shi) est une municipalité ayant le statut de ville dans la préfecture de Kyoto au Japon.

## Géographie

### Situation
Nantan est située dans le centre de la préfecture de Kyoto, au nord-ouest de la ville de Kyoto. Le territoire est recouvert à 90 % de forêt.

### Démographie
En avril 2024, la population de la ville de Nantan était de 29 805 habitants répartis sur une superficie de 616,40 km2.

### Hydrographie
La ville est traversée par la rivière Katsura (aussi appelée rivière Ōi). Le fleuve Yura prend sa source à Nantan.

## Histoire
La ville moderne de Nantan a été créée le 1er janvier 2006 de la fusion des bourgs de Hiyoshi, Sonobe, Yagi (district de Funai) et Miyama (district de Kitakuwada).

## Transports
La ville est desservie par la ligne principale San'in de la JR West, aux gares de Yagi, Yoshitomi, Sonobe, Funaoka, Hiyoshi, Shinkyū-Daigaku-mae et de Goma (ja).

## Jumelages
Nantan est jumelée avec :
- Manille (Philippines)
- District de Clutha (Nouvelle-Zélande)

## Personnalités liées à municipalité
- Shigeru Miyamoto, créateur de jeux vidéo ;
- Bonnie Pink, chanteuse ;
- Makoto Fujita (en), acteur ;
- Hiromu Nonaka, homme politique ;
- Yasuhiro Nakagawa, homme politique.